# آمیگاسا جوبی
آمیگاسا جوبی (به ژاپنی: 編笠十兵衛 Amigasa Jūbei) یک مجموعه تلویزیونی در ژانر جیدای‌گکی بر اساس چهل و هفت رونین است که در سال ۱۹۹۷ توسط فوجی تلویژن منتشر شد.